# Eniergija Homel
Eniergija Homel (ros. Энергия; biał. Энергія, Enierhija) – białoruski klub siatkarski z Homla założony w 2017 roku. Od grudnia 2018 roku należy do instytucji Gomielskij obłastnoj kłub po igrowym widam sporta.
Nieprzerwanie od sezonu 2018/2019 Eniergija bierze udział w najwyższej klasie rozgrywkowej – wyższej lidze. W swojej historii raz zdobyła wicemistrzostwo Białorusi i dwa razy zagrała w finale krajowego pucharu. W 2024 roku zdobyła superpuchar.
Mecze domowe rozgrywa w uniwersalnej hali sportowej do gier zespołowych w kompleksie kulturalno-sportowym "Łokomotiw" (ros. Культурно-спортивный комплекс "Локомотив", Kulturno-sportiwnyj kompleks "Łokomotiw") w Homlu.

## Historia

### Powstanie klubu
Po odzyskaniu niepodległości przez Białoruś w obwodzie homelskim działały dwa kluby występujące w najwyższej klasie rozgrywkowej: Mietałłurg Żłobin, istniejący w latach 1993–2013, oraz HWK, funkcjonujący w latach 1999–2015. Zarówno Mietałłurg, jak i HWK dwukrotnie zdobyli mistrzostwo Białorusi.
W 2017 roku zrodził się pomysł reaktywacji męskiej siatkówki w obwodzie homelskim na bazie szkoły sportowej "Eniergija" (ros. СДЮШОР "Энергия", SDIUSZOR "Eniergija"; biał. СДЮШАР "Энергія", SDIUSZAR "Enierhija"). W projekt zaangażowali się m.in.: Juryj Wiktarawicz Chłaponin – prezes regionalnego stowarzyszenia Gomiel Wolejbolnyj, Uładzіmіr Alaksandrawіcz Waszczanka – przewodniczący rady nadzorczej Białoruskiego Związku Piłki Siatkowej, oraz Siarhiej Alehawicz Babowicz – dyrektor generalny przedsiębiorstwa Gomieleniergo (ros. Гомельэнерго; biał. Гомельэнерга, Homielenierha). Nowy klub przyjął tę samą nazwę co szkoła sportowa, tj. Eniergija.

### Sezon 2017/2018 – udział w dywizji B mistrzostw Białorusi
W sezonie 2017/2018 zespół został zgłoszony do dywizji B mistrzostw Białorusi. Drużynę tworzyli przede wszystkim wychowankowie szkoły sportowej, a także amatorscy zawodnicy, którzy wcześniej grali profesjonalnie. Na czele sztabu szkoleniowego stanął dotychczasowy trener w szkole sportowej "Eniergija" – Andrej Karobanieu, a jego asystentem został Mikałaj Wieramiej. Fazę zasadniczą dywizji B Eniergija zakończyła na 4. pozycji, a w klasyfikacji końcowej mistrzostw Białorusi zajęła 11. miejsce.
W trakcie sezonu 2017/2018 działacze homelskiej siatkówki podjęli działania mające na celu wprowadzenie Eniergii do najwyższej klasy rozgrywkowej. Aby to osiągnąć, pozyskano niezbędne finansowanie i powołano zespół składający się z profesjonalnych siatkarzy. Trenerem drużyny został Dzmitryj Licharad, pełniący również funkcję asystenta szkoleniowca białoruskiej reprezentacji. Większość dotychczasowych zawodników przeniosła się do klubu Bumprom. Z kolei z młodzieży ze szkoły sportowej utworzono drugi zespół (Eniergija 2), który rywalizował w dywizji B.

### Lata 2018–2020 – pierwsze sezony w wyższej lidze
Eniergija zadebiutowała w najwyższej klasie rozgrywkowej – wyższej lidze – 29 września 2018 roku meczem z Kamunalnikiem Mohylew, który wygrała 3:0. W fazie zasadniczej drużyna zajęła 3. miejsce z bilansem 28 zwycięstw i 8 porażek. W ćwierćfinale fazy play-off pokonała klub Borisow-BGUFK, natomiast w półfinale uległa Szachciorowi Soligorsk. W rywalizacji o 3. miejsce okazała się lepsza od drużyny Marko-WGTU Witebsk, zdobywając w debiutanckim sezonie brązowe medale mistrzostw Białorusi. Eniergija wywalczyła również brązowe medale w krajowym pucharze.
28 grudnia 2018 roku odpowiedzialność za klub przejęła nowo powstała instytucja Gomielskij obłastnoj kłub po igrowym widam sporta (ros. Гомельский областной клуб по игровым видам спорта; biał. Гомельскі абласны клуб па гульнявых відах спорту, Homielski abłasny kłub pa hulniawych widach sportu, w wolnym tłumaczeniu: Homelski Regionalny Klub Sportów Zespołowych). Odpowiada ona również za męski i żeński zespół koszykarski Gomelskie Rysi oraz za szkołę sportową dla dzieci i młodzieży, w której działają sekcje siatkarska i koszykarska.
W sezonie 2019/2020 Eniergija ponownie zdobyła brązowe medale zarówno mistrzostw Białorusi, jak i krajowego pucharu.

### Okres od sezonu 2020/2021
W lipcu 2020 roku głównym trenerem zespołu został Raman Aplewicz. Wciąż pozostał jednak aktywnym zawodnikiem. Fazę zasadniczą wyższej ligi drużyna z Homla zakończyła na 2. miejscu, przegrywając jedynie dwa mecze z Szachciorem Soligorsk. Dzięki temu bezpośrednio awansowała do półfinału fazy play-off. W półfinale uległa w dwóch spotkaniach Stroitielowi (2:3 i 0:3), przez co ponownie nie zagrała w finale. W rywalizacji o 3. miejsce wygrała serię do trzech zwycięstw z Legionem Obuchowo, zdobywając po raz trzeci z rzędu brązowe medale mistrzostw Białorusi. Zmagania w Pucharze Białorusi zakończyła natomiast na czwartej pozycji.
W sezonie 2021/2022 w klasyfikacji końcowej wyższej ligi Eniergija po raz kolejny zajęła 3. miejsce. Wywalczyła również trzeci raz brązowe medale Pucharu Białorusi. W kolejnym sezonie piąty raz z rzędu stanęła na trzecim miejscu podium mistrzostw Białorusi.
Przełomowy dla Eniergii okazał się sezon 2023/2024. Drużyna z Homla najpierw dotarła do finału krajowego pucharu, w którym przegrała z Szachciorem Soligorsk. Następnie zakończyła fazę zasadniczą wyższej ligi na 1. miejscu, a po zwycięstwach w ćwierćfinale fazy play-off z klubem Borisow-BGUFK oraz w półfinale z Szachtospiecstrojem, po raz pierwszy w historii awansowała do finału mistrzostw Białorusi, w którym zmierzyła się z Szachciorem Soligorsk. W finale, granym do trzech wygranych meczów, triumfował klub z Soligorska, a Eniergija została wicemistrzem Białorusi. Najlepszym zawodnikiem (MVP) sezonu wybrano grającego trenera Ramana Aplewicza.

## Bilans sezonów
| Sezon                                          | Rozgrywki ligowe      | Rozgrywki ligowe | Puchar           |
| Sezon                                          | Poziom                | Miejsce          | Puchar           |
| ---------------------------------------------- | --------------------- | ---------------- | ---------------- |
| 2017/2018                                      | Dywizja B             | 4/5              | —                |
| 2017/2018                                      | Mistrzostwa Białorusi | 11/13            | —                |
| 2018/2019                                      | Wyższa liga           | 3/10             | 3. miejsce       |
| 2019/2020                                      | Wyższa liga           | 3/9              | 3. miejsce       |
| 2020/2021                                      | Wyższa liga           | 3/9              | 4. miejsce       |
| 2021/2022                                      | Wyższa liga           | 3/9              | 3. miejsce       |
| 2022/2023                                      | Wyższa liga           | 3/9              | faza półfinałowa |
| 2023/2024                                      | Wyższa liga           | 2/10             | 2. miejsce       |
| 2024/2025                                      | Wyższa liga           | 4/9              | 2. miejsce       |
| Poziom rozgrywek: pierwszy poziom drugi poziom |                       |                  |                  |

## Osiągnięcia
Mistrzostwa Białorusi:
- 2. miejsce (1x): 2024
- 3. miejsce (5x): 2019, 2020, 2021, 2022, 2023

Puchar Białorusi:
- 2. miejsce (2x): 2023, 2024
- 3. miejsce (3x): 2018, 2019, 2021

Superpuchar Białorusi:
- 1. miejsce (1x): 2024

## Trenerzy
| Okres     | Imię i nazwisko   | *      |
| --------- | ----------------- | ------ |
| 2017-2018 | Andrej Karobanieu | [ 2 ]  |
| 2018-2020 | Dzmitryj Licharad | [ 1 ]  |
| 2020-     | Raman Aplewicz    | [ 16 ] |